# 287-я стрелковая дивизия (2-го формирования)
287-я стрелковая дивизия — войсковое соединение вооружённых сил РККА, принимавшее участие в Великой Отечественной войне.

Периоды вхождения в состав Действующей армии:
- 7 сентября 1941 года — 27 декабря 1941 года (1-е формирование),
- 24 декабря 1941 года — 11 мая 1945 года (2-е формирование)[1].

Полное действительное наименование — 287-я стрелковая Новоград-Волынская дважды Краснознамённая орденов Суворова, Кутузова и Богдана Хмельницкого дивизия.

## История
287-я стрелковая Новоград-Волынская дважды Краснознамённая орденов Суворова, Кутузова и Богдана Хмельницкого дивизия сформирована в районе г. Липецк 7 сентября 1941 года как 287-я стрелковая дивизия (1-го формирования). В её состав вошли 866, 868, 870-й стрелковые; 851-й артиллерийский полки и др. части. Командир 287-й дивизии полковник Ерёмин Иакинф (Михаил) Петрович сумел в конце октября 1941 года выйти из окружения и сохранил знамя дивизии. Благодаря этому дивизию, которую генштаб РККА уже (чересчур поспешно) приговорил к расформированию, сохранили и отправили на переформирование. В январе 1942 была включена в состав 3-й армии Брянского фронта. Вновь вступила в бой 4 февраля 1942 года севернее г. Мценск, где до июля 1943 вела упорные оборонительные бои с превосходящими силами противника. 

С 18 марта по 12 июля 1943 г. дивизия занимает оборону в районе Орлова-Котобы (г. Hовосиль) на левом берегу р. Hеручь. Участок обороны фронтом 30 км прикрывает одно из кратчайших, основных операционных направлений немцев на дальних подступах к Москве. В оборонительных боях на данном участке дивизия не уступила ни одного метра и наоборот расширила плацдарм, который послужил местом развертывания сил 63-й армии при решающем прорыве обороны противника. 12.07.43 г. потери: убито — 123 человека, ранено — 541, без вести пропавших — 54.
— ЦАМО. Фонд 287 стрелковой дивизии. Опись 1. Дело1. Исторический формуляр. Лист 3.
 В Орловской наступательной операции дивизия в составе 63-й армии (в которой действовала до середины декабря 1943 года) Брянского фронта участвовала в прорыва обороны немецких войск в районе Орловки (40 км восточнее Мценска) и в ходе ожесточённых наступательных боёв освободила около 100 населённых пунктов. В Брянской операции наступала севернее г. Новозыбков, в начале октября 1943-го форсировала р. Сож в районе Новосёлки (15 км северо-восточнее г. Гомель) и до 2 ноября вела напряжённые бои по расширению захваченного плацдарма.
В ноябре 1943 дивизия в составе войск Белорусского фронта участвовала в Гомельско-Речицкой наступательной операции. Во 2-й половине декабря была включена в 13-й армии 1-го Украинского фронта, в составе которой действовала до 21 октября 1944-го. В Житомирско-Бердичевской наступательной операции во взаимодействии с другими соединениями армии 3 января 1944 года штурмом овладела крупным ж.-д. узлом и важным опорным пунктом обороны немецких войск — г. Новоград-Волынский. За боевые отличия была удостоена почётного наименования «Новоград-Волынская» (3 января 1944). Успешно действовала дивизия в Ровно-Луцкой и Проскуровско-Черновицкой наступательных операциях Её части участвовали в освобождении гг. Острог (27 янв.), Здолбунов (3 февр.), Кременец (19 марта). «За образцовое выполнение боевых заданий командования при освобождении сов войсками от немецко-фашистских захватчиков территории Украины и проявленные личным составом доблесть и мужество» была награждена орденом Красного Знамени (7 февраля 1944), и вторым орденом Красного Знамени (19 марта 1944 года) и орденом Богдана Хмельницкого 2-й степени (23 марта 1944). В Львовско-Сандомирской наступательной операции дивизия во взаимодействии с другими соединениями в течение июля прорвала подготовленную оборону противника в районе сев.-восточнее Горохова, с ходу форсировала рек Западный Буг и Сан, освободила города Радымно (25 июля) и Перемышль (27 июля). В начале августа дивизия форсировала р. Висла в районе Свиняри (юго-западнее Сандомира) и затем во взаимодействии с другими частями вела напряжённые бои по закреплению и расширению плацдарма в этом районе. В ноябре 1944 была передана в З-ю гвардейскую армию 1-го Украинского фронта, в составе которой действовала до конца войны. В январе-феврале 1945 дивизия участвовала в Сандомирско-Силезской и Нижне-Силезской наступательных операциях. Отважно и умело сражался личный состав дивизии в Берлинской и Пражской наступательных операциях. «За образцовое выполнение заданий командования при разгроме группировки немецко-фашистских войск» юго-восточнее Берлина и при освобождении Праги дивизия была награждена орденами Кутузова 2-й степени и Суворова 2-й степени (4 июня 1945).

## Состав

### 1-е формирование
- управление
- 866-й стрелковый полк,
- 868-й стрелковый полк,
- 870-Й стрелковый полк
- 851 артиллерийский полк,
- 352 отдельный истребительно-противотанковый дивизион,
- 572 отдельный зенитный артиллерийский дивизион,
- 371 разведывательный батальон,
- 567 отдельный сапёрный батальон,
- 747 отдельный батальон связи,
- 315 медико-санитарный батальон,
- 380 отдельная рота химической защиты,
- 742 автотранспортный батальон,
- 426 полевой автохлебозавод,
- 667 дивизионный ветеринарный лазарет,
- 966 полевая почтовая станция,
- 850 полевая касса Госбанка.

### 2-е формирование
- управление
- 866-й стрелковый полк,
- 868 стрелковый полк,
- 870 стрелковый полк
- 851 артиллерийский полк,
- 352 (287) отдельный истребительно-противотанковый дивизион,
- 287 стрелковый полк
- 586 (101) миномётный дивизион — до 7.11.42 г.,
- 371 отдельная разведывательная рота,
- 567 отдельный сапёрный батальон,
- 747 отдельный батальон связи (748 отдельная рота связи),
- 315 медико-санитарный батальон,
- 380 отдельная рота химической защиты,
- 442 автотранспортная рота,
- 506 полевая хлебопекарня,
- 28 дивизионный ветеринарный лазарет,
- 1618 полевая почтовая станция,
- 850 полевая касса Госбанка.

Перечень № 5 Стрелковых, горнострелковых, мотострелковых и моторизованных дивизий, входивших в состав действующей армии в годы Великой Отечественной войны 1941—1945 гг. / А. П. Покровский. — М.: Министерство обороны, 1956. — 218 с.

## В составе
| Дата            | Фронт (округ)           | Армия | Корпус |
| --------------- | ----------------------- | ----- | ------ |
| 01.08.1941 года | Орловский военный округ |       |        |
| 01.09.1941 года | Брянский фронт          |       |        |

| Дата            | Фронт (округ)        | Армия                 | Корпус                  |
| --------------- | -------------------- | --------------------- | ----------------------- |
| 01.12.1941 года | Юго-Западный фронт   |                       |                         |
| 01.01.1942 года | Брянский фронт       |                       |                         |
| 01.02.1942 года | Брянский фронт       | 3-я армия             |                         |
| 01.06.1943 года | Брянский фронт       | 63-я армия            |                         |
| 01.10.1943 года | Брянский фронт       | 63-я армия            | 40-й стрелковый корпус  |
| 01.11.1943 года | Белорусский фронт    | 63-я армия            | 35-й стрелковый корпус  |
| 01.01.1944 года | 1-й Украинский фронт | 13-я армия            | 24-й стрелковый корпус  |
| 01.08.1944 года | 1-й Украинский фронт | 13-я армия            | 102-й стрелковый корпус |
| 01.11.1944 года | 1-й Украинский фронт | 38-я армия            | 67-й стрелковый корпус  |
| 01.12.1944 года | 1-й Украинский фронт | 3-я гвардейская армия | 76-й стрелковый корпус  |

## Награды и наименования
| Награда (наименование)                     | Дата                                                         | За что награждена |
| ------------------------------------------ | ------------------------------------------------------------ | --- |
| Почётное наименование «Новоград-Волынская» | Приказ Верховного Главнокомандующего от 3 января 1944 года   | В ознаменование одержанной победы и отличие в боях при освобождении города Новоград-Волынский.                                                                                                   |
| Орден Красного Знамени                     | Указ Президиума Верховного Совета СССР от 7.02.1944 года     | За образцовое выполнение боевых заданий командования на фронте борьбы с немецкими захватчиками, (овладение городом Новоград-Волынский?) и проявленные при этом доблесть и мужество.              |
| Орден Красного Знамени                     | Указ Президиума Верховного Совета СССР от 19 марта 1944 года | За образцовое выполнение боевых заданий командования в боях за освобождение городов Староконстантинова, Изяславля, Шумска, Ямполя, Острополя и проявленные при этом доблесть и мужество.         |
| Орден Богдана Хмельницкого II степени      | Указ Президиума Верховного Совета СССР от 23 марта 1944 года | За образцовое выполнение заданий командования в боях за освобождение города Кременца и проявленные при этом доблесть и мужество.                                                                 |
| Орден Суворова II степени                  | Указ Президиума Верховного Совета СССР от 4 июня 1945 года   | За образцовое выполнение боевых заданий командования на фронте борьбы с немецкими захватчиками при освобождении города Праги и проявленные при этом доблесть и мужество.                         |
| Орден Кутузова II степени                  | Указ Президиума Верховного Совета СССР от 4 июня 1945 года   | За образцовое выполнение заданий командования в боях с немецкими захватчиками при ликвидации группы немецких войск, окружённой юго-восточнее Берлина и проявленные при этом доблесть и мужество. |

Награды частей дивизии:
- 866-й стрелковый Перемышльский[10] орденов Суворова и Александра Невского[11] полк,
- 868 стрелковый Краснознамённый[12] ордена Богдана Хмельницкого[11](II степени) полк,
- 870 стрелковый Краснознамённый[12] ордена Богдана Хмельницкого[11](II степени) полк,
- 851 артиллерийский Краснознамённый[12] ордена Богдана Хмельницкого[11] (II степени) полк.
- 352 отдельный истребительно-противотанковый ордена Красной Звезды[11] дивизион.

## Командование дивизии
Командиры
- Ерёмин, Иакинф Петрович (20.07.1941 — 27.12.1941), полковник;
- Шутов, Михаил Васильевич (09.02.1942 — 23.02.1942), подполковник;
- Грачёв, Михаил Васильевич (23.02.1942 — 11.06.1942), полковник;
- Панкратов, Иосиф Николаевич (12.06.1942 — 25.04.1945), полковник, генерал-майор;
- Рыжков, Иван Николаевич (26.04.1945 — 11.05.1945), генерал-майор.

Заместители командира
- Калачёв, Василий Александрович (??.07.1942 — ??.11.1942), полковник

Начальники штаба

## Отличившиеся воины дивизии
В годы войны за ратные подвиги несколько тысяч воинов дивизии были награждены орденами и медалями, а 4 присвоено звание Герой Советского Союза.
Герои Советского Союза:
- Бабанов, Дмитрий Васильевич, майор, командир батальона 868-го стрелкового полка.
- Данилин Александр Михайлович, старший сержант, командир пулемётного расчёта 868-го стрелкового полка.
- Колпаков, Пётр Васильевич, старший сержант, командир орудия артиллерийской батареи 868-го стрелкового полка.
- Кропотов, Михаил Васильевич, лейтенант, командир роты 870-го стрелкового полка.

Полные кавалеры ордена Славы:
- Проживаров, Аркадий Иосифович, старший сержант, помощник командира взвода 371 отдельной разведывательной роты.
- Ткачёв Александр Илларионович, старший сержант, командир отделения 268 отдельной армейской штрафной роты.
- Сокол Антон Петрович, гвардии красноармеец 287 гвардейский стрелковый полк. Разведчик.